# Pedro Machuca
Pour les articles homonymes, voir Machuca.
Pedro Machuca (né vers 1490 à Tolède - mort en 1550) est un architecte espagnol surtout connu pour avoir conçu le Palais de Charles Quint (à partir de 1528) en Grenade (Espagne).

## Biographie
Les détails de la vie de Pedro Machuca sont peu connus. Né à Tolède, il aurait été élève ou amis de Michel-Ange et Pontormo. De retour en Espagne en 1520, il travaille comme peintre à la Chapelle royale de Grenade, ainsi qu'à Jaén, Tolède et Uclés.